# 南希·沃克·布什·埃利斯
南希·沃克·布什·埃利斯（英語：Nancy Walker Bush Ellis，1926年2月4日—2021年1月10日），女，美国环保主义者和政治活动家。她是美国前总统老布什唯一的妹妹，同时也是美国前总统小布什和佛罗里达州前州长杰布·布什的姑妈。

## 生平

### 早年境况
南希·沃克·布什于1926年2月4日出生于美国马萨诸塞州的米尔顿，父母分别是普雷斯科特·谢尔顿·布什和多萝西·沃克·布什；她在家庭里排行第三，是五个孩子里唯一的女孩。青少年时，南希是一名冠军网球选手和体育运动员。她曾先后在位于康涅狄格州格林尼治的乔特罗斯玛丽高中（现已迁往沃灵福德）和法明顿的波特小姐学校（Miss Porter’s School）就读。高中毕业后，她考入瓦萨学院并在1946年获得了英语学位。

### 逝世
南希于2020年12月30日入院，随后检测出新冠肺炎阳性。2021年1月10日，她于康科德的一家辅助生活设施内去世，享年94岁。

## 政治立场
南希·沃克·布什·埃利斯曾经是一名自由主义者和美国民主党人，同时她也是一名环保主义者。在民主党时期，她是美国全国有色人种协进会的积极募款人；并且还担任NAACP法律辩护基金会新英格兰地区的联席主席。但在她的哥哥乔治·赫伯特·沃克·布什于1988年宣布参选美国总统之后，南希就加入了美国共和党。
2004年9月，当南希的侄子乔治·沃克·布什宣布参选美国总统时，她代表海外共和党人组织出访了伦敦、巴黎和法兰克福，以鼓励居住在欧洲的美国共和党人积极参与选民登记和投票。

## 社会活动
长期以来，南希·沃克·布什·埃利斯是波士顿联合南端定居点的志愿者，她同时还担任该定居点管理机构的名誉主管。除此之外，南希也是新英格兰医疗中心、波士顿交响乐团、新英格兰音乐学院等多个机构的志愿者。
南希在担任马萨诸塞奥杜邦协会理事的时候，该协会对小布什政府鼓励广泛行业自律的政策提出了批评。为建立位于伯利兹的“里奥布拉沃自然保护与管理区”及为保护伯利兹环境为宗旨的“伯利兹项目”筹集资金，南希领导了一系列募款活动。
南希同时还是非政府组织派特国际的成员。

## 家庭
1946年10月26日，南希·沃克·布什与亚历山大·埃利斯二世（Alexander Ellis II）在康涅狄格州格林尼治的圣保罗教堂（St. Paul's Church）成婚。亚历山大·埃利斯二世当时是保险公司费尔菲尔德与埃利斯公司（Fairfield & Ellis）的高管；这家公司后来和科伦与布莱克公司（Corroon & Black）合并，目前是韦莱集团控股公司的一部分。这场婚礼的宾客包括詹姆斯·雷恩·巴克利、约翰·林赛、约翰·查菲和她的兄长乔治·赫伯特·沃克·布什；而战略情报局的小威廉·巴茨·麦康伯则是婚礼的伴郎。
南希与亚历山大共同育有四个孩子：大女儿南希·沃克·埃利斯·布莱克（Nancy Walker Ellis Black）和三个儿子亚历山大·埃利斯三世、约翰·普雷斯科特·埃利斯、乔·埃利斯。他们一家住在马萨诸塞州的康科德；而在亚历山大于1989年去世后，南希搬家到了波士顿的灯塔山。